# Dactyloidae
Dactyloidae — родина ящірок, широко відомих як аноліси, які мешкають у теплих частинах Америки, від південного сходу Сполучених Штатів до Парагваю. Замість того, щоб розглядати його як родину, дехто вважають за краще розглядати його як підродину, Dactyloidae, родини Iguanidae. У минулому вони були включені до родини Polychrotidae разом із Polychrus, але останній рід не є тісно пов'язаним із справжніми анолісами.
Аноліси — від малих до досить великих ящірок, як правило, вони зелені чи коричневі, але їхній колір змінюється залежно від виду, і багато хто також може його змінювати. У більшості видів, принаймні, у самців є підгрудок, часто яскраво забарвлений клапоть шкіри, який тягнеться від горла/шиї та використовується в демонстраціях. Аноліси мають кілька спільних характеристик з геконами, включаючи деталі будови стопи (для лазіння) і здатність добровільно відламувати хвіст (щоб втекти від хижаків), але вони лише дуже віддалені споріднені, оскільки аноліси є частиною клади Ігуанія.
Аноліси активні вдень і харчуються здебільшого дрібними тваринами, такими як комахи, але деякі також їдять фрукти, квіти та нектар. Практично всі види є жорстко територіальними. Після спарювання самка відкладає яйце (іноді два); у багатьох видів вона може робити це кожні кілька днів або тижнів. Яйце зазвичай кладуть на землю, але у деяких видів воно розміщується на більш високих рівнях.
Аноліси широко досліджуються в таких галузях, як екологія, поведінка та еволюція, а деякі види зазвичай містять у неволі як домашніх тварин. Аноліси можуть функціонувати як біологічний засіб боротьби зі шкідниками, поїдаючи комах, які можуть завдати шкоди людям або рослинам, але становлять серйозний ризик для дрібних місцевих тварин і екосистем, якщо їх завезти в регіони за межами їх ареалу.